# Smiřické vzácné

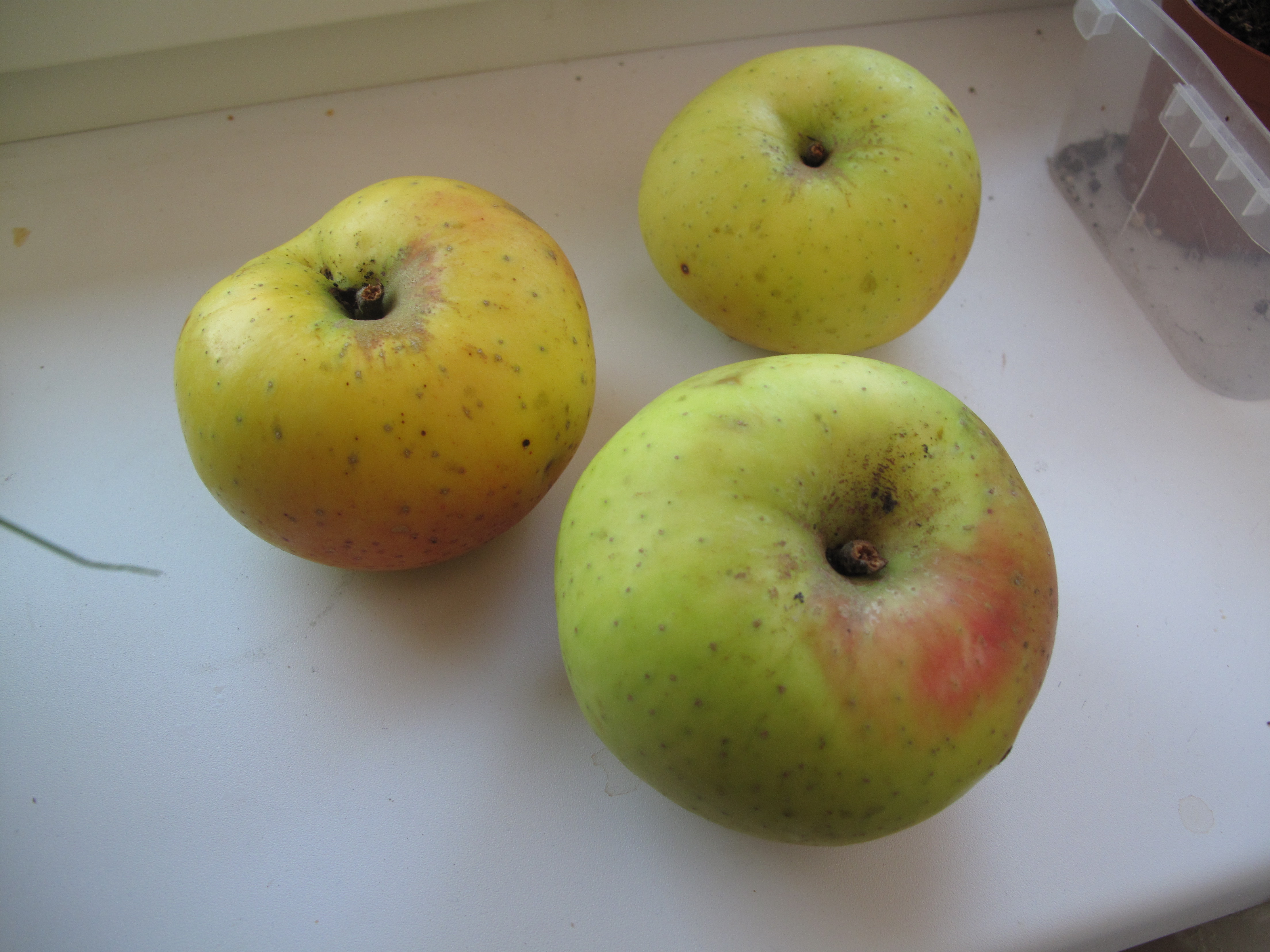
Odrůda Smiřické vzácné

Smiřické vzácné (Malus domestica 'Smiřické vzácné') je ovocný strom, kultivar druhu jabloň domácí z čeledi růžovitých. Plody jsou řazeny mezi odrůdy zimních jablek. 

## Původ
Jedná se o starou odrůdu, která byla nalezena v zámecké zahradě ve Smiřicích roku 1907 pomologem Josefem Vorlem, který správně usoudil, že jablko je nesprávně označováno jako odrůda Nelsonovo. Pravděpodobně se jedná o „semenáč“, který byl pro své krásné ovoce ponechán v nově zřízené zámecké zahradě, která vznikla roku 1872 na místě dřívějšího polorozpadlého sadu. 
Odrůda Smiřické vzácné je typická především pro oblast Královéhradeckého kraje.
V lidové mluvě bývá zkráceně označováno jako Smiřické. Někdy bývá nesprávně označováno za Gallowayské.

## Tvar stromu
Růst stromu je bujný, vytváří veliké, rozložité koruny, které vyžadují průklest. Tuto odrůdu lze pěstovat na všech tvarech od zákrsků po vysokokmeny, na zákrscích přinášejí větší ovoce než na vysokokmenech. Pro svůj rozložitý tvar se hodí do větších zahrad a sadů, není vhodná do alejí u cest. Strom i květy jsou odolné vůči mrazu.

## Plod
Plod má tvar ploše kulovitý, je středně velký až velký, barva je světle citrónově žlutá s nápadnými rzivými tečkami, někdy bradavicemi tmavé barvy. Dužnina je bílá, jemná, šťavnaté, sladce nakyslé, mírně navinulé chuti. Plod slabě voní. Plody se sklízí v polovině října, v případě slunečného podzimu je z důvodu vyzrálosti a chuti vhodné sklízet i později. Plodům nevadí ani přejití mrazem. Konzumovat se mohou od prosince. Skladovat se dají přibližně do března. Do plodnosti nastupuje později, úroda bývá dobrá, ale nepravidelná, většinou plodí ob rok. Plody jsou náchylné k červivosti, hnilobě a také ke křenčení. 
Celkově je ale odrůda odolná vůči nemocem, jako jsou padlí, či strupovitost. Má všestranné využití, je vhodná na moštování, sušení, kompotování.